# Кобаяси, Айми
Айми Кобаяси (яп. 小林 愛実 Кобаяси Айми, род. 23 сентября 1995 года, Убе, префектура Ямагути) — японская пианистка.
Учится играть на фортепиано с трёх лет, с семи лет играет вместе с оркестром и с восьми лет обучается у Юко Ниномии. Она выиграла множество японских юношеских конкурсов, китайский конкурс имени Шопена, в 2005 г. дебютировала в Карнеги-Холле, в 2006 году на сцене Московского дома музыки исполнила Концерт № 26 Моцарта вместе с оркестром «Виртуозы Москвы» под управлением Владимира Спивакова.
По мнению Евгения Кисина, Кобаяси «исключительно музыкальный человек и её великолепные технические возможности не производили бы такого впечатления, если бы это не служило музыке». В то же время польский музыкальный критик Пётр Матвейчук, рецензируя выступление Кобаяси с концертами Моцарта и Шопена на фестивале «Шопен и его Европа» в Варшаве в 2009 году, отмечает, что, при всей музыкальности и обаятельности игры Кобаяси, ей, как и другим музыкантам-вундеркиндам, недостаёт духовного измерения — что проявляется, в частности, в том, что каждый отдельный фрагмент произведения она прочитывает без осознанной связи с предыдущими и последующими.